# Huda Sultan
Huda Sultan hay Hoda Sultan (tiếng Ả Rập: هـدى سلطان, Tên khai sinh: Bahiga Abd El AAL (tiếng Ả Rập Ai Cập: بهيجة عبد العال)), (15 tháng 8 năm 1925 - 5 tháng 6 năm 2006) là một nữ diễn viên và ca sĩ người Ai Cập. Bà hầu hết được biết đến với vai diễn người mẹ trong cả phim điện ảnh và phim truyền hình Ai Cập. Bà cũng là một trong những nữ diễn viên được trao giải nhiều nhất cho các vai diễn của mình, đặc biệt là trong các vở nhạc kịch trong các bộ phim đen trắng nơi bà đóng vai phụ. Sultan đã tham gia hàng trăm bộ phim trong sự nghiệp 56 năm của mình.

## Đời sống
Huda Sultan sinh ngày 15 tháng 8 năm 1925 tại thành phố nông thôn Tanta của một gia đình thuộc tầng lớp thấp hơn. Bà là người thứ ba trong năm anh chị em; một trong những anh trai của bà là nghệ sĩ nổi tiếng Mohamed Fawzi. Bà được sinh ra với tên khai sinh là Bahiga Abd El-Aal, nhưng sau đó đã lấy tên diễn xuất mới của mình, Huda Sultan, sau nhiều lời đề nghị từ các nhà sản xuất Điện ảnh Ai Cập nổi tiếng rằng tên khai sinh của bà quá nông thôn.

### Hôn nhân
Sultan kết hôn năm lần: người chồng đầu tiên của bà, Mohamed Naguib, là một quan chức chính phủ nổi tiếng của Ai Cập, người không đồng ý với tình trạng người nổi tiếng của vợ và ly dị bà ngay sau bộ phim đầu tiên. Người chồng thứ hai của bà là một nhà sản xuất phim Ai Cập, và người chồng thứ ba của bà là Fowad Al-Atrash (anh trai của ca sĩ Farid Al-Atrash), bà đã ly dị anh để kết hôn với nam diễn viên hàng đầu Farid Shawki. Sau bà, cô kết hôn với đạo diễn Hassan Abdel Salam.

### Con cái
Sultan có một cô con gái với người chồng đầu tiên, Mohamed Naguib, được gọi là Maha, và hai cô con gái với người chồng thứ hai Shawki, một trong số họ, Nahed, một nhà sản xuất phim. Cháu gái của bà là nữ diễn viên Nahed El Sebai 

## Nghề nghiệp
Năm 1950, bà đóng vai chính trong bộ phim đầu tiên của bà "Set El Hosn" (tiếng Ả Rập Ai Cập: ست الحسن, "Người phụ nữ của sắc đẹp"); Ngay sau đó, bà kết hôn với nam diễn viên Ai Cập Farid Shawki và cặp đôi đã tạo thành một bộ đôi thành công và diễn xuất cùng nhau trong nhiều bộ phim. Một số tác phẩm đáng chú ý nhất của bà là các bộ phim; "El Fetewa" (tiếng Ả Rập Ai Cập: الفتوة "The Bully"), "Emra'a Fel Tareeq" (tiếng Ả Rập: إمرأة في الطريق "Một phụ nữ trên đường"), "Shaye' Fe Sadry" (tiếng Ả Rập: شئ في صدري, "Một cái gì đó trong trái tim tôi"). Cũng Youssef Chahine "El Ekhtyar" (tiếng Ả Rập Ai Cập: الإختيار "Sự lựa chọn"), và "El Wada'a Ya Banobart" (tiếng Ả Rập Ai Cập: الوداع يا بونبارت, "Vĩnh biệt Bonaparte").

## Tử vong
Năm 2006, bà qua đời, ở tuổi 81, sau một trận chiến với căn bệnh ung thư phổi, tại Cairo, Ai Cập .